# Aérodrome de Ghāzīābād
L'aérodrome de Ghāzīābād est situé près de la ville de Ghāzīābād, province du Nangarhâr, en Afghanistan. 

## Situation
| \| 150 km1:10 281 000 \| Bagram Kaboul Kandahar Hérat Jalalabad Kunduz Mazar-e-Charif Bâmiyân Lashkar · Gah Shindand Chaghcharan Darwaz Faïzâbâd Farah Khôst Khwahan Razer Maïmana Qala i Naw Sheberghan Sheghnan Taloqan Tarin Kôt Zarandj Ghāzīābād Panjab |
| 150 km1:10 281 000 |

## Compagnies aériennes et destinations
- Néant